# Періш (Нью-Йорк)
Періш (англ. Parish) — місто (англ. town) в США, в окрузі Освіго штату Нью-Йорк. Населення — 2398 осіб (2020).

## Демографія
Згідно з переписом 2010 року, у місті мешкало 2558 осіб у 976 домогосподарствах у складі 701 родини. Було 1073 помешкання
Расовий склад населення:
| - 97,4 % — білих - 0,6 % — корінних американців - 0,4 % — чорних або афроамериканців - 0,2 % — азіатів |

До двох чи більше рас належало 1,2 %. Частка іспаномовних становила 1,6 % від усіх жителів.
За віковим діапазоном населення розподілялося таким чином: 24,2 % — особи молодші 18 років, 62,4 % — особи у віці 18—64 років, 13,4 % — особи у віці 65 років та старші. Медіана віку мешканця становила 41,0 року. На 100 осіб жіночої статі у місті припадало 98,0 чоловіків;  на 100 жінок у віці від 18 років та старших — 103,1 чоловіків також старших 18 років.
Середній дохід на одне домашнє господарство  становив 80 109 доларів США (медіана — 56 845), а середній дохід на одну сім'ю — 90 325 доларів (медіана — 61 705). Медіана доходів становила 46 042 долари для чоловіків та 40 122 долари для жінок. За межею бідності перебувало 15,6 % осіб, у тому числі 33,1 % дітей у віці до 18 років та 3,4 % осіб у віці 65 років та старших.
Цивільне працевлаштоване населення становило 1230 осіб. Основні галузі зайнятості: освіта, охорона здоров'я та соціальна допомога — 29,1 %, виробництво — 16,1 %, роздрібна торгівля — 12,8 %.